# Панкреатический сок
Панкреати́ческий сок — пищеварительный сок, образующийся поджелудочной железой и изливающийся в двенадцатиперстную кишку через Вирсунгов проток и большой дуоденальный сосочек (а также через Санториниев проток и малый дуоденальный сосочек). Так как панкреатический сок заключает в себе все ферменты, необходимые для переваривания органических составных частей пищи — белков, крахмалистых веществ и жиров, он играет важную роль в пищеварении.

## История изучения
Корвизар первый доказал присутствие в панкреатическом сокe фермента, превращающего белки в пептиды; Валентин указал на диастатический фермент, превращающий крахмал в виноградный сахар, а Клод Бернар — на фермент, омыливающий жиры, т. е. расщепляющий их на глицерин и жирные кислоты. Последующим исследователям удалось выделить из панкреатического сока эти ферменты в изолированном виде или путём частичного осаждения, или путём извлечения их различными растворителями.

## Получение
Чистый панкреатический сок добывается у животных (собак) через искусственные фистулы (т. е. в выводной проток поджелудочной железы вставляется трубочка, через которую временно вытекает сок, это временные фистулы; или же устраивают постоянную фистулу, выводя наружу устье Вирсунгиева протока в двенадцатиперстной кишке и вшивая его в рану брюшной стенки, с которой он совершенно срастается; постоянные фистулы доставляют более нормальный сок, нежели временные) или же делают водные настои поджелудочной железы, обладающие теми же пищеварительными свойствами, хотя и в более слабой степени.

## Состав
Панкреатический сок, в противоположность желудочному соку, представляет собой жидкость со слабо щелочной реакцией, что способствует его активности. Содержащиеся в соке ферменты способствуют перевариванию компонентов пищи. Сок содержит панкреатическую амилазу, панкреатическую липазу, панкреатическую эластазу, панкреатическую нуклеазу, карбоксипептидазу, трипсиноген, химотрипсиноген.
Амилаза поджелудочной железы похожа на альфа-амилазу (птиалин) слюны; но действует она быстрее и способна превращать в сахар не только варёный, но и сырой крахмал. Изменение активности этого фермента в крови может свидетельствовать о поражении поджелудочной железы.
Панкреатическая липаза ведет к образованию солей жирных кислот, так как они взаимодействуют с щелочами в кишечном канале. Соли жирных кислот имеют важную роль в эмульгации жиров (помимо желчных кислот), т. е. в физическом его раздроблении на мельчайшие капельки, что необходимо для всасывания жира, т. е. для его усвоения. Присутствие этого жира легко доказывается следующим опытом: если смочить нейтральным оливковым маслом синюю лакмусовую бумажку и приложить её к поверхности разреза панкреатической железы, то бумажка покрывается красными точками, указывающими на развитие в этих местах бумаги кислой реакции вследствие образования жирной олеиновой кислоты. Фермент этот очень нестойкий и быстро теряет активность в присутствии кислот, так что накопление жирных кислот в среде ингибирует его активность. 
Фермент, гидролизующий белки, был назван Кюне трипсином; он действует в щелочных растворах (в 1 % растворе NaOH, pH = 7.0—8.0). Этот фермент обладает специфичностью и разрушает пептидные связи между основными аминокислотами — лизином и аргинином.
Трипсин не продуцируется непосредственно клетками железы, а образуется из профермента (зимогена), называемого трипсиногеном, который образуется за счет ограниченного протеолиза под действием фермента энтеропептидазы. Зернистый пояс клеток панкреатической железы и состоит из энмогена, образующегося из прозрачного пояса клеток в особенности во время покоя железы. При продолжительной работе железы этот зернистый пояс уменьшается вследствие превращения зимогена в трипсин, удаляемый из клетки.
Ферменты секретируются клетками поджелудочной в неактивном состоянии, в виде проферментов, что предупреждает переваривание самой поджелудочной железы. Их активация происходит в просвете кишечника. В случае преждевременной активации энзимов развивается тяжелое заболевание — острый панкреатит.    
Кроме ферментов в состав панкреатического сока входят бикарбонаты, которые определяют его щелочную среду (7,0—8,0). В соке также содержатся хлориды натрия, калия и кальция, сульфаты и фосфаты.

## Регуляция
Выделение панкреатического сока совершается под давлением в 225 мм водяного столба (в протоке) и представляет следующие особенности: натощак и при голоде сок не выделяется; выделение начинается спустя некоторое время после приема пищи, быстро достигает своего максимума, затем падает и спустя 9—10 часов от начала приема пищи вновь возрастает, чтобы затем дать постепенное уменьшение. Отделение сока, очевидно, находится под влиянием нервной системы; деятельное состояние железы сопровождается усиленным приливом к ней крови — кровеносные сосуды её расширяются и все кровообращение в ней усиливается и ускоряется. Кроме того, не подлежит теперь сомнению, что деятельность железы управляется особыми отделительными нервами, из которых одни, как блуждающий нерв, ускоряют и усиливают отделение (Павлов), а другие задерживают его (Попельский). Раздражение продолговатого мозга усиливает выделение панкреатического сока (Гейденгайн). При рвоте отделение сока прекращается, также как и после введения в организм атропина. Пилокарпин же, наоборот, усиливает отделение сока. Нормальным стимулом к выделению панкреатического сока служит выделение кислого желудочного сока, который, раздражая стенки желудка, вызывает рефлекторно выделение панкреатического сока. В этом рефлексе особенно деятельная роль выпадает на долю соляной кислоты желудочного сока, так как нейтрализованный желудочный сок не обладает этой способностью вызывать отделение панкреатического сока. Пептоны желудочного пищеварения также обладают способностью вызывать раздражением стенок желудка отделение панкреатического сока. Таким образом желудочное пищеварение служит естественным стимулом к отделению и Панкреатического сока. Все кислые напитки также способствуют отделению панкреатического сока. Маленькие порции алкоголя, по-видимому, усиливают отделение панкреатического сока. Секреция панкреатического сока так же регулируется гормонами — секретином и холецистокинином, которые образуются клетками слизистой оболочки двенадцатиперстной кишки в ответ на кислую еду, белки, жиры, витамины.
Удаление панкреатической железы приводит к резкому нарушению усвоения жиров и крахмалистых веществ. Однако животные погибают не от этих расстройств пищеварения, а от развивающегося у них сахарного диабета, являющегося результатом отсутствия синтеза гормонов поджелудочной железы (в частности, инсулина).